# 卡比1909足球會
卡比1909足球會（意大利語：Carpi Football Club 1909）是意大利卡尔皮市的一个足球俱乐部。2014–15球季，球隊於意大利足球乙級聯賽中提前四輪鎖定升級資格，自創會 100 多年以來，首次於意大利足球甲級聯賽中角逐。2015–16意甲球季後便降回意乙。